# Tragiscoschema amabile
Tragiscoschema amabile är en skalbaggsart som först beskrevs av Benoit-Philibert Perroud 1855.  Tragiscoschema amabile ingår i släktet Tragiscoschema och familjen långhorningar.
Artens utbredningsområde är Moçambique. Inga underarter finns listade i Catalogue of Life.